# 김위상
김위상(金渭相, 1959년 11월 24일~)는 대한민국의 정치인이다. 제22대 국회의원이다.

## 학력
- 경일대학교 행정학 학사
- 계명대학교 경영대학원 경영학 석사

## 경력
- 2003. 7. 전국택시산업노동조합 대구지역본부 의장
- 2010. 3. 대구광역시 고용노사민정협의회 위원
- 2013. 2.~2024. 5. 한국노동조합총연맹 대구지역본부 의장
- 2024. 2.~2024. 4. 국민의미래 입당
- 2024. 3.~2024. 4. 국민의미래 비례대표 국회의원 후보
- 2024. 4. 10. 대한민국 제22대 국회의원 선거 당선(비례대표, 국민의미래, 초선)[1]
- 2024. 3.~2024. 4. 국민의미래 4·10 총선 중앙선거대책위원회 부위원장
- 2024. 5.~ 제22대 국회의원(비례대표, 국민의힘, 초선)
  - 2024. 6.~ 제22대 전반기 국회 환경노동위원회 위원
    - 제22대 국회 전반기 환경노동위원회 고용노동법안심사소위원회 위원
    - 제22대 국회 전반기 환경노동위원회 청원심사소위원회 위원

  - 국회 인공지능 포럼 : 첨단기술과 사회·문화적 가치의 정립 구성의원
  - 2025. 6.~ 제22대 국회 예산결산특별위원회 위원
- 2024. 6.~2024. 7. 국민의힘 정책위원회 산하 시급한 민생 현안 해결을 위한 노동특별위원회 위원
- 2024. 6.~2024. 7. 국민의힘 정책위원회 산하 시급한 민생 현안 해결을 위한 기후위기대응특별위원회 위원
- 2024. 9.~ 국민의힘 국민통합위원회 부위원장
- 2024. 9.~ 국민의힘 노동위원회 위원장
- 2024. 9.~: 국민의힘 호남동행 국회의원 발대식 명예의원(전라남도 담양군)
- 2024.10.~ 국민의힘 노동전환 특별위원회 위원
- 2025.4.~2025.4. 국민의힘 홍준표 제21대 대통령 선거 경선후보 무대홍 캠프 노동총괄본부장
- 2025. 5.~2025. 6.: 제21대 대통령 선거 국민의힘 김문수 대통령 후보 대구 선거대책위원회 노동대책본부장

## 전과
- 증거위조교사, 업무상횡령, 배임수재, 배임수재미수, 정치자금에관한법률위반, 폭력행위등처벌에관한법률위반(야간.공동폭행): 징역 1년 2월 - 2005년 12월 14일 선고[2]

## 역대 선거 결과
| 실시년도 | 선거   | 대수 | 직책     | 선거구   | 정당       | 득표수       | 득표율          | 순위          | 당락 | 비고 |
| -------- | ------ | ---- | -------- | -------- | ---------- | ------------ | --------------- | ------------- | ---- | ---- |
| 2024년   | 총선   | 22대 | 국회의원 | 비례대표 | 국민의미래 | 10,395,264표 | \| \| 36.67% \| | 비례대표 10번 |      | 초선 |
|          | 36.67% |      |          |          |            |              |                 |               |      |      |

## 소속 정당
| 소속 정당 | 소속 정당  | 소속 기간 | 비고      |
| --------- | ---------- | --------- | --------- |
|           | 새누리당   | 2014~2017 | 정계 입문 |
|           | 자유한국당 | 2017~2020 | 당명 변경 |
|           | 미래통합당 | 2020      | 합당      |
|           | 무소속     | 2020      | 탈당      |
|           | 미래한국당 | 2020      | 입당      |
|           | 국민의힘   | 2020~2024 | 합당      |
|           | 무소속     | 2024      | 탈당      |
|           | 국민의미래 | 2024      | 입당      |
|           | 국민의힘   | 2024~현재 | 합당      |

## 같이 보기
- 대한민국 제22대 국회의원 선거 국민의미래 후보 목록#비례대표